# Stokłosa dachowa
Stokłosa dachowa (Bromus tectorum L.) – gatunek rośliny z rodziny wiechlinowatych. Gatunek kosmopolityczny. W Polsce jest gatunkiem pospolitym.  

## Morfologia
PokrójTrawa rosnąca pojedynczo lub w luźnych kępach.
ŁodygaŹdźbło o wysokości 10–90 cm. Jest krótko owłosione pod wiechą. Posiada 2-5 międzywęźli.
LiśćRównowąski, o równoległej nerwacji. Blaszka obustronnie porośnięta krótkimi włoskami. Pochwy liściowe owłosione, czasami górna jest naga. Języczek liściowy o długości do 5 mm. Brak uszka.
KwiatyZebrane w 4–5-kwiatowe kłoski długości 10–15 mm, w porze kwitnienia i owocowania rozszerzone ku szczytowi, te z kolei zebrane w gęstą, jednostronnie zwieszoną wiechę. Gałązki wiechy z 4–10 kłoskami każda. Plewa dolna jednonerwowa, górna – trójnerwowa, obydwie błoniasto obrzeżone. Plewka dolna 5-7-nerwowa,  miękko owłosiona, dwuzębna, długości około 12 mm, z ością między zębami długości 15–20 mm.
OwocZrośnięty z plewką brunatny, lancetowaty ziarniak. Posiada podłużną rynienkę.

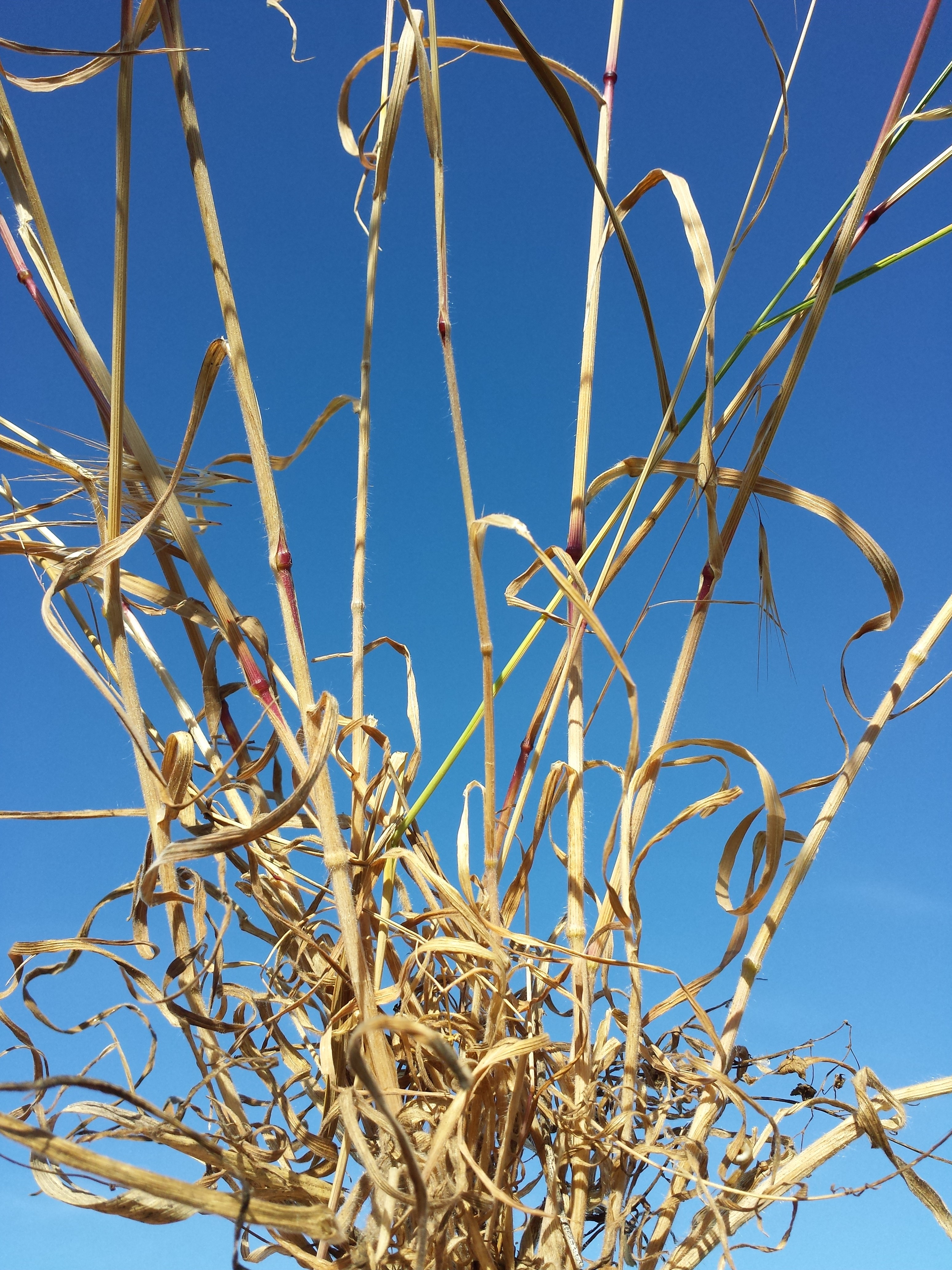
Pokrój
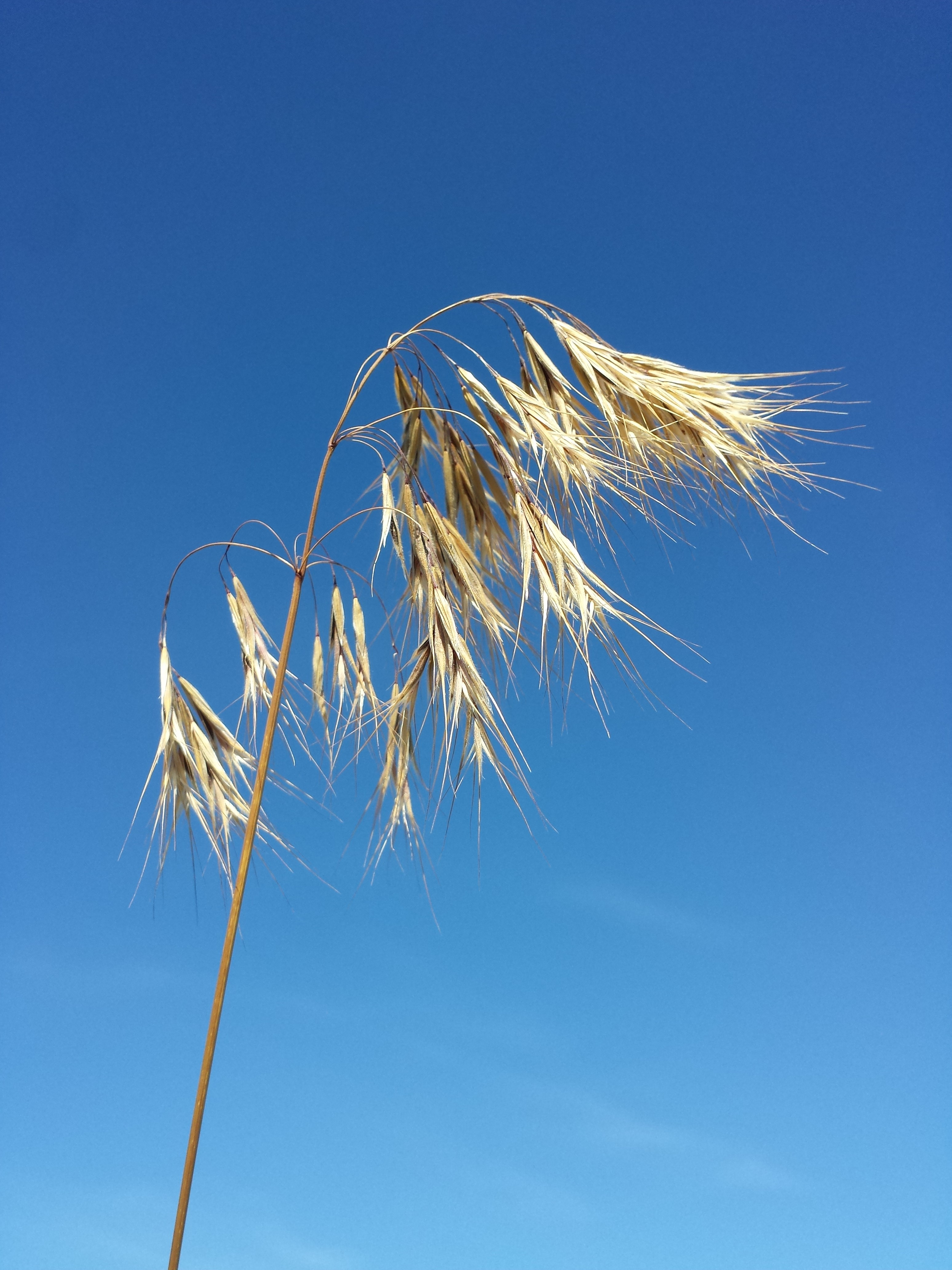
Wiecha
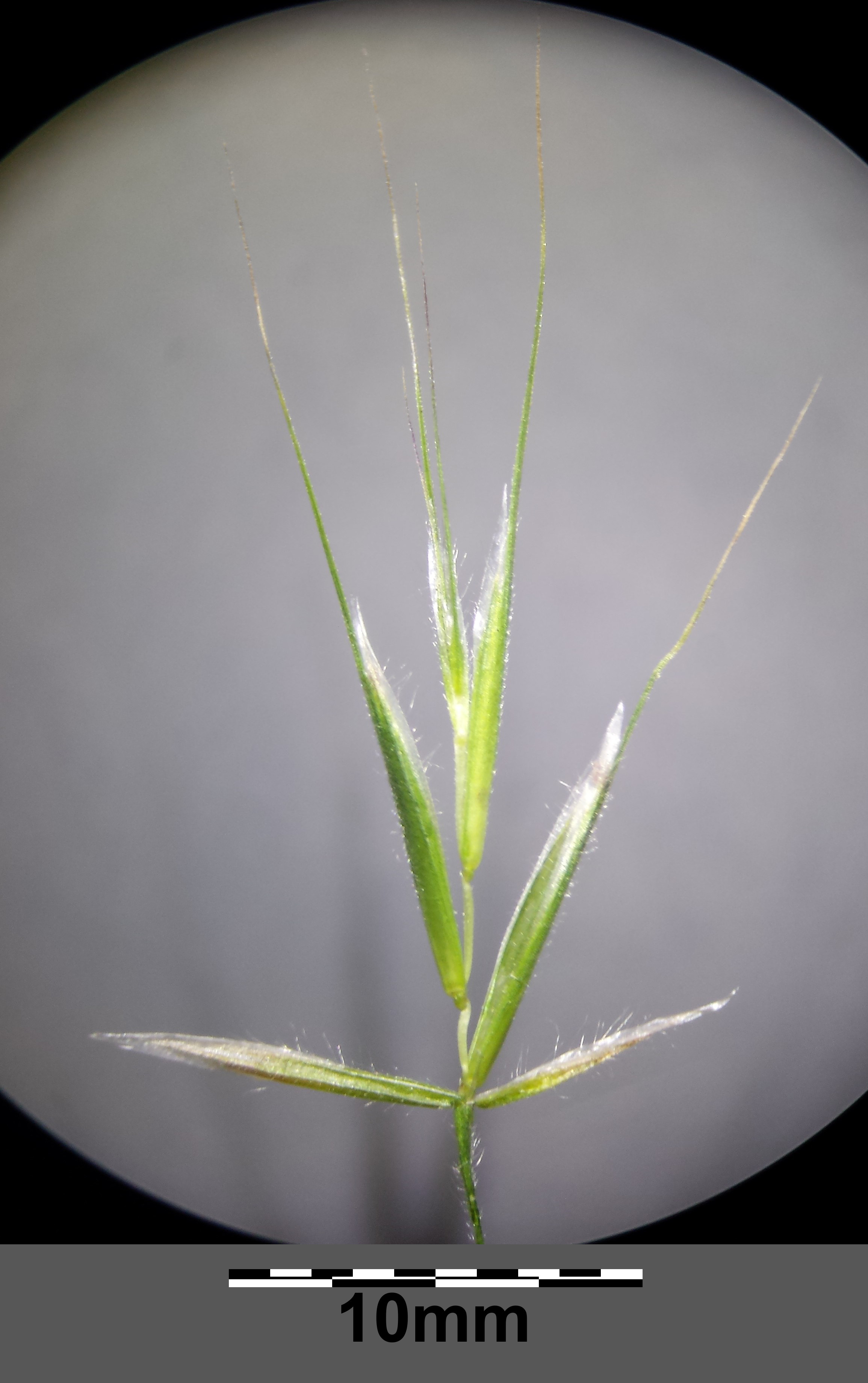
Kłosek
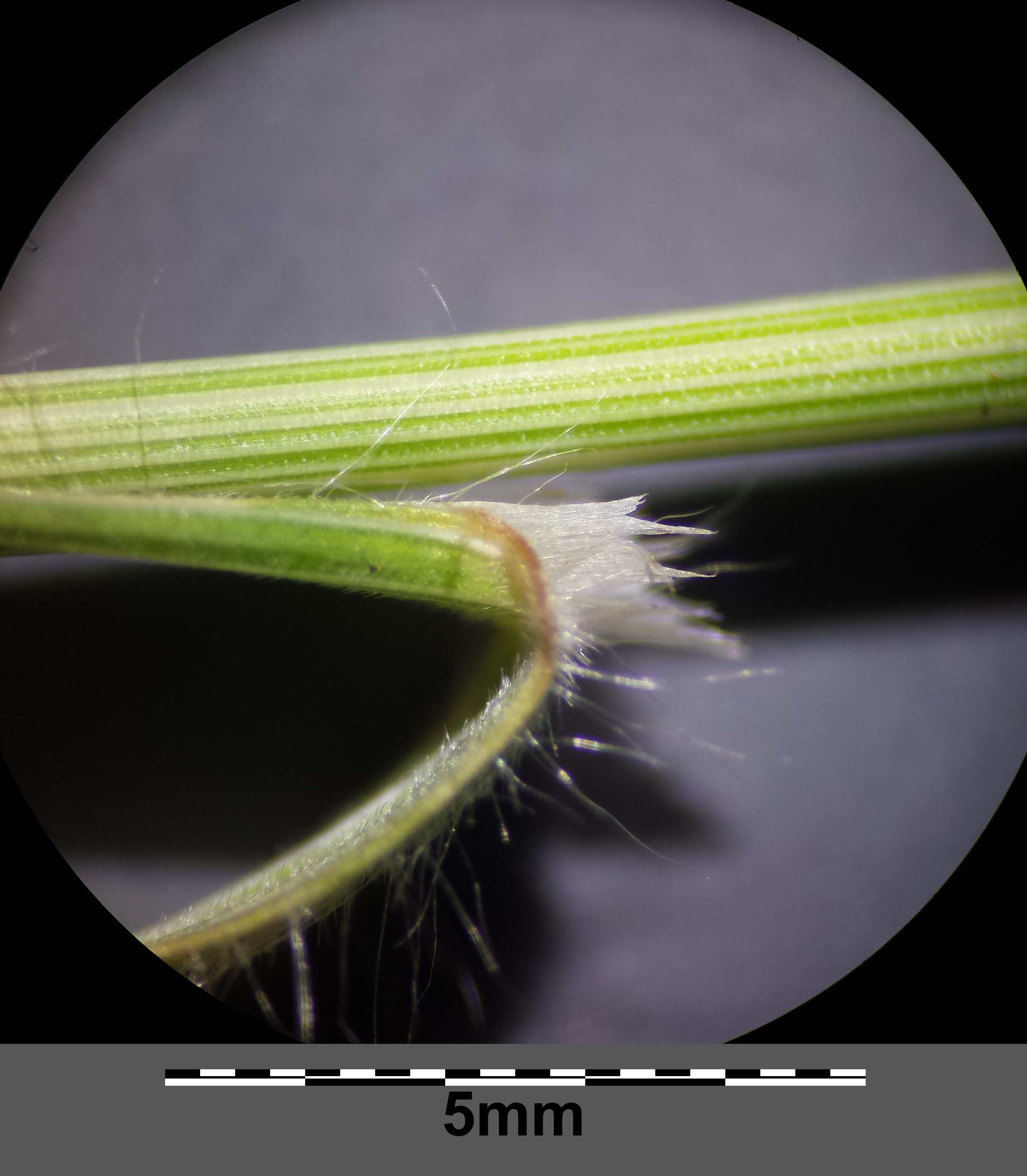
Źdźbło z języczkiem
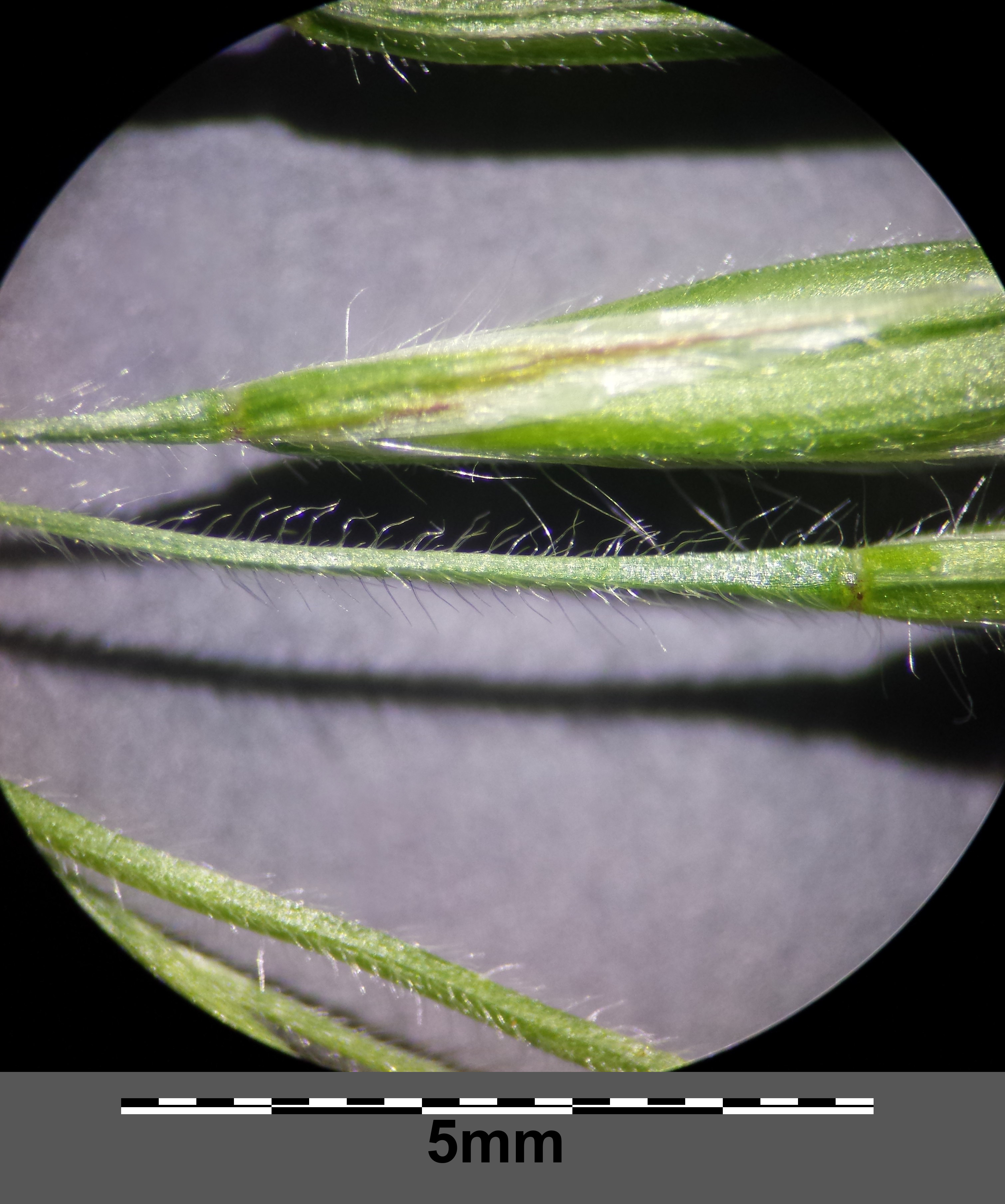
Plewy

## Biologia i ekologia
RozwójTworząca kępki roślina jednoroczna. Kwitnie od kwietnia do maja, jest samopylna. Nasiona roznoszone są przez wiatr lub drobne zwierzęta, do których sierści się przyczepiają. Roznoszone są także jako zanieczyszczenia w zbożu, sianie i słomie.  Jedna roślina wytwarza około 300 nasion, ich liczba zależy od zagęszczenia roślin. W optymalnych warunkach może wytworzyć 450 kg nasion na hektar, przy liczbie 330 000 nasion/kg. Gdy nasienie dojrzewa, roślina zmienia barwę z zielonej na purpurową do słomkowej. W dobrych warunkach nasiona kiełkują szybko. Przechowywane w optymalnych warunkach (w suchym miejscu) zachowują zdolność kiełkowania ponad 11 lat, w ziemi 2-5 lat. Mogą wyrosnąć z nich siewki, gdy nasiona znajdują się nie głębiej, niż 10 cm pod powierzchnią ziemi. Kiełkowanie jest najlepsze w ciemności lub w rozproszonym świetle. Rośliny rosną we względnie wąskim zakresie temperatur gleby; wzrost rozpoczyna się w 2,0-3,5 °C i zwalnia, gdy temperatura przekracza 15 °C.
SiedliskoRoślina głównie ruderalna. Występuje przeważnie na zrębach, ugorach, suchych obrzeżach dróg, wysypiskach, terenach kolejowych, ale wkracza także na znajdujące się w pobliżu siedlisk ruderalnych siedliska naturalne; murawy kserotermiczne i napiaskowe. Preferuje miejsca suche i świetliste. Gatunek charakterystyczny zespołu Corispermo-Brometum tectorum.
GenetykaLiczba chromosomów 2n = 14.

## Znaczenie
- W uprawach, zwłaszcza zbóż ozimych i rzepaku jest chwastem. Przenosi się do upraw z obrzeży pól uprawnych[9].
- Ziarniaki są jadalne, ze względu jednak na niewielki rozmar rzadko były zbierane. Zbierali je m.in. Indianie i spożywali zwykle po upieczeniu lub ugotowaniu[14].